# Miyu Irino
Miyu Irino (入野 自由 Irino Miyu?,  Tokio, Japón, 19 de febrero de 1988) es un actor,  seiyū y cantante japonés. Algunos de sus papeles más conocidos son el de Sora en la franquicia de videojuegos de Kingdom Hearts, Todomatsu Matsuno en Osomatsu-san, Haku en El viaje de Chihiro, Daisuke Niwa en D.N.Angel, Syaoran Li en Tsubasa: RESERVoir CHRoNiCLE, Sena Kobayakawa en Eyeshield 21, Astral en Yu-Gi-Oh! Zexal, Jinta Yadomi en  Anohana, Yūichirō Hyakuya en Owari no Seraph y Shōya Ishida en Koe no Katachi.

## Filmografía
Sus papeles más destacados están en negrita:

### Anime
1996
- You're Under Arrest (Shou)

2001
- PaRappa the Rapper (Parappa)

2002
- Ghost in the Shell: Stand Alone Complex (Onba)

2003
- Cromartie High School (Osamu Kido)
- D.N.Angel (Daisuke Niwa)
- Eyeshield 21 (Sena Kobayakawa)
- Wolf's Rain (Hasu)

2004
- Fafner of the Azure (Kouyou Kasugai)
- Kurau Phantom Memory (Ivon)
- Madlax (Chris)
- Windy Tales (Jun)
- Zipang (Young Yosuke)

2005
- Starship Operators (Shimei Yuuki)
- Tsubasa: Reservoir Chronicle (Syaoran)[1]

2006
- Air Gear (Nue)
- D.Gray-man (Narein)
- Futari wa Pretty Cure Splash Star (Manabu Miyasako)
- Gin'iro no Olynssis (Tokito Aizawa)
- Yomigaeru Sora - Rescue Wings (Satoshi Yoshioka)

2007
- Darker than Black (Young Hei)
- Mobile Suit Gundam 00 (Saji Crossroad)
- Naruto Shippuden (Minato Namikaze (child), Yagura Karatachi, Saiken)
- One Piece (Jiro)
- Yes! Pretty Cure 5 (Natts)

2008
- Birdy the Mighty Decode (Tsutomu Senkawa)
- Kurozuka (Kuon)
- Neo Angelique ~Abyss~ (Erenfried)
- Yes! PreCure 5 GoGo! (Nuts)
- Zettai Karen Children (Kagari Hino)

2009
- 07 Ghost (Shuri Oak)
- Asura Cryin' (Tomoharu Natsume)
- Asura Cryin' 2 (Tomoharu Natsume, Naotaka Natsume)
- Beyblade Metal Fusion (Tsubasa Otori)
- Cross Game (Kou Kitamura)
- First Love Limited (Mamoru Zaitsu)
- Kobato (Syaoran)
- Miracle Train (Takuto Kichijōji)
- Shangri-La (Canary/Digma 0)
- Tatakau Shisho - The Book of Bantorra (Colio Tonies)

2010
- Nurarihyon no Mago (Tosakamaru)
- Ōkami-san to Shichinin no Nakamatachi (Ryoushi Morino)
- Phantom ~Requiem for the Phantom~ (Zwei/Reiji Azuma)
- Soredemo Machi wa Mawatteiru (Hiroyuki Sanada)

2011
- AnoHana (Jinta Yadomi)
- Denpa Onna to Seishun Otoko (Makoto Niwa)
- Fate/Zero (Kiritsugu Emiya (youth))
- Kimi to Boku (Chizuru Tachibana)
- Sacred Seven (Makoto Kagami)
- Un-Go (Seigen Hayami)
- Yu-Gi-Oh! Zexal (Astral, No. 96 Black Mist)

2012
- Daily Lives of High School Boys (Tadakuni)
- Hyōka (Jirō Sugimura)
- Nazo no Kanojo X (Akira Tsubaki)
- Pokémon (Masaomi, Kyouhei)
- Tsuritama (Haru)

2013
- Cuticle Detective Inaba (Kei Nozaki)[2]
- Chihayafuru 2 (Akihiro Tsukuba)[3]
- Karneval (Yotaka)
- Monogatari Series Second Season (Episode)
- Naruto Shippuden (Yagura Karatachi, Saiken)
- Yu-Gi-Oh! Zexal II (Astral, No. 96 Black Mist)

2014
- Captain Earth (Daiji Manatsu)
- Haikyū!! (Kōshi Sugawara)
- Kamigami no Asobi (Apollon Agana Berea)

2015
- Owari no Seraph (Yuichiro Hyakuya)
- Osomatsu-san (Todomatsu Matsuno)

2016
- Mob Psycho 100(Ritsu Kageyama)

2017
- Osomatsu-san 2(Todomatsu Matsuno "Totty")

2019
- Carole & Tuesday (Roddy)
- Chihayafuru 3 (Tsukuba Akihiro)
- Mob Psycho 100 II (Ritsu Kageyama)

2020
- Osomatsu-san 3(Todomatsu Matsuno "Totty")

2021
- Platinum End (Mirai Kakehashi)

2022
- Mob Psycho 100 III (Ritsu Kageyama)

2024
- Grendizer U (Duke Fleed)
- One Piece (Sabo) (ep 1116-)
- Urusei Yatsura (2022) (Inaba)

### Tokusatsu
- Kamen Rider OOO (Ankh (Lost))

### OVA
- Air Gear: Kuro no Hane to Nemuri no Mori (Kazuma "Kazu" Mikura)
- Code Geass: Akito the Exiled (Akito Hyuga)
- Saint Seiya: The Lost Canvas (Tokusa de Hanuman)
- Tsubasa: Shunraiki (Syaoran y Tsubasa)
- Tsubasa TOKYO REVELATIONS (Syaoran y Tsubasa)
- XxxHolic Shunmuki (Syaoran y Tsubasa)
- Zettai Karen Children OVA (Kagari Hino)

### Películas
- El viaje de Chihiro (2001) (Haku)
- Tsubasa Chronicle the Movie: The Princess of the Country of Birdcages (2005) (Syaoran)
- Legend of Raoh: Chapter of Fierce Fight (2006) (Shiba)
- Yes! Pretty Cure 5 The Movie: Great Miraculous Adventure in the Mirror Kingdom! (2007) (Nuts)
- Yes Pretty Cure 5 GoGo! The Movie: Happy Birthday in the Land of Sweets (2008) (Nuts)
- Book Girl the Movie (2010) (Konoha Inoune)
- Hoshi wo Ou Kodomo (2011) (Shun and Shin)
- Pretty Cure All Stars series (2011) (Nuts)
- Towa no Quon (2011) (Takao)
- Anohana: The Flower We Saw That Day (2013) (Jintan)
- El jardín de las palabras (2013) (Takao)
- Koe no Katachi (2016) (Shōya Ishida/Joven)
- Kizumonogatari II: Nekketsu-hen (2016) (Episode)
- Dragon Ball Super: Super Hero (2022) (Dr. Hedo)

### Películas animadas
- El viaje de Chihiro (Haku)
- Hokuto no Ken: La película (Shiba)
- Code Geass Gaiden: Bōkoku no Akito (Akito Hyuga)
- La Sirenita version de "Bajo el Mar"
- El jardín de las palabras (Takao Akizuki)
- Koe no Katachi  (Shoya Ishida/Joven)

### Videojuegos
- Serie de Kingdom Hearts (Sora/Vanitas)
- Magic Pengel (Mono)
- Rogue Galaxy (Harry)
- Summon Night Craft Sword Monogatari: Hajimari no Ishi (Lemmy)
- Summon Night: Twin Age (Aldo)
- Wand Of Fortune (Est Rinuado)
- Black Robinia (Koutaro Tachibana)
- Dragon Ball Heroes (Avatar: Saiyan (male), Hero-type)
- Dragon Ball Z: Ultimate Tenkaichi (Avatar: Energetic)
- Final Fantasy Type-0 (Eight)
- Macross 30: The Voice that Connects the Galaxy (Leon Sagaki)
- Osomatsu-san: Hesokuri Wars (Todomatsu Matsuno)
- Phantom of Inferno (Zwei/Reiji Azuma) (Xbox 360 Version)
- Rogue Galaxy (Harry)
- Summon Night Craft Sword Monogatari: Hajimari no Ishi (Lemmy)
- Summon Night: Twin Age (Aldo)
- Super Robot Wars UX (Kouyo Kasugai)
- Sunday VS Magazine: Shuuketsu! Choujou Daikessen! (Natsu Dragneel)
- SD Gundam G Generation World (Saji Crossroad)
- Wand of Fortune series (Est Rinaudo)
- Naruto Shippuden: Ultimate Ninja Storm 3 (Yagura)
- Sengoku Basara 4 (Yamanaka Shikanosuke)
- Super Smash Bros Ultimate (Sora)
- Genshin Impact (Cyno)

### Drama CD
- Doramatsu VOL.5 como Todomatsu Matsuno
- Tsubasa Chronicle Drama CD 「王宮のマチネ」Chapter.2 ~ありえないゴール~ como Syaoran

(Interpreta la canción, Kizuna) 
- Tsubasa Chronicle Drama CD 「王宮のマチネ」Chapter.3 ~言えないセリフ~ como Syaoran

(Interpreta la canción, Yume no Tsubasa con Yui Makino) 
- Utahime Drama CD como Cain
- Gosick Drama CD como Kazuya Kujo
- Di(e)ce Drama CD como Kazuki Naruse
- Karneval Drama CD como Yotaka

### Doblajes
- Category 6: Day of Destruction (Garth Benson)
- The Cider House Rules (Buster)
- Glee (Sam Evans)
- Johnny Tsunami (Johnny Kapahaala)
- Juno (Paulie Bleeker)
- King Arthur (Lancelot (young))
- Mystic River (Jimmy Markum (young))
- Recess (Vince LaSalle) (Second voice)
- The Santa Clause 2 (Charlie Calvin)
- Savage Grace (Antony Baekeland)
- The Thirteenth Year (Jess Wheatley)
- Thumbsucker (Justin Cobb)